# 中贺水泰岱庙
中贺水泰岱庙，俗称东岳庙，位于山西省临汾市翼城县南梁镇中贺水村村北。

## 历史
该寺创建于元，现存建筑为清代重修，包括康熙三十四年（1695年）、嘉庆十二年（1807年）和光绪二十九年（1903年）。

## 建筑
中贺水泰岱庙前后两进院落，现存山门、戏台、正殿；西侧娘娘殿、土地殿、财神殿，东侧火神殿、马王殿、药王殿，以及两进院东西配殿等。其中戏台和正殿均面阔三间，戏台坐南向北；正殿坐北向南，后墙有10幅壁画，面积14平方米。

## 保护
2004年5月，中贺水泰岱庙公布为临汾市文物保护单位。2016年6月6日，中贺水泰岱庙公布为第五批山西省文物保护单位，编号5-126。